# دار بن عبدالله

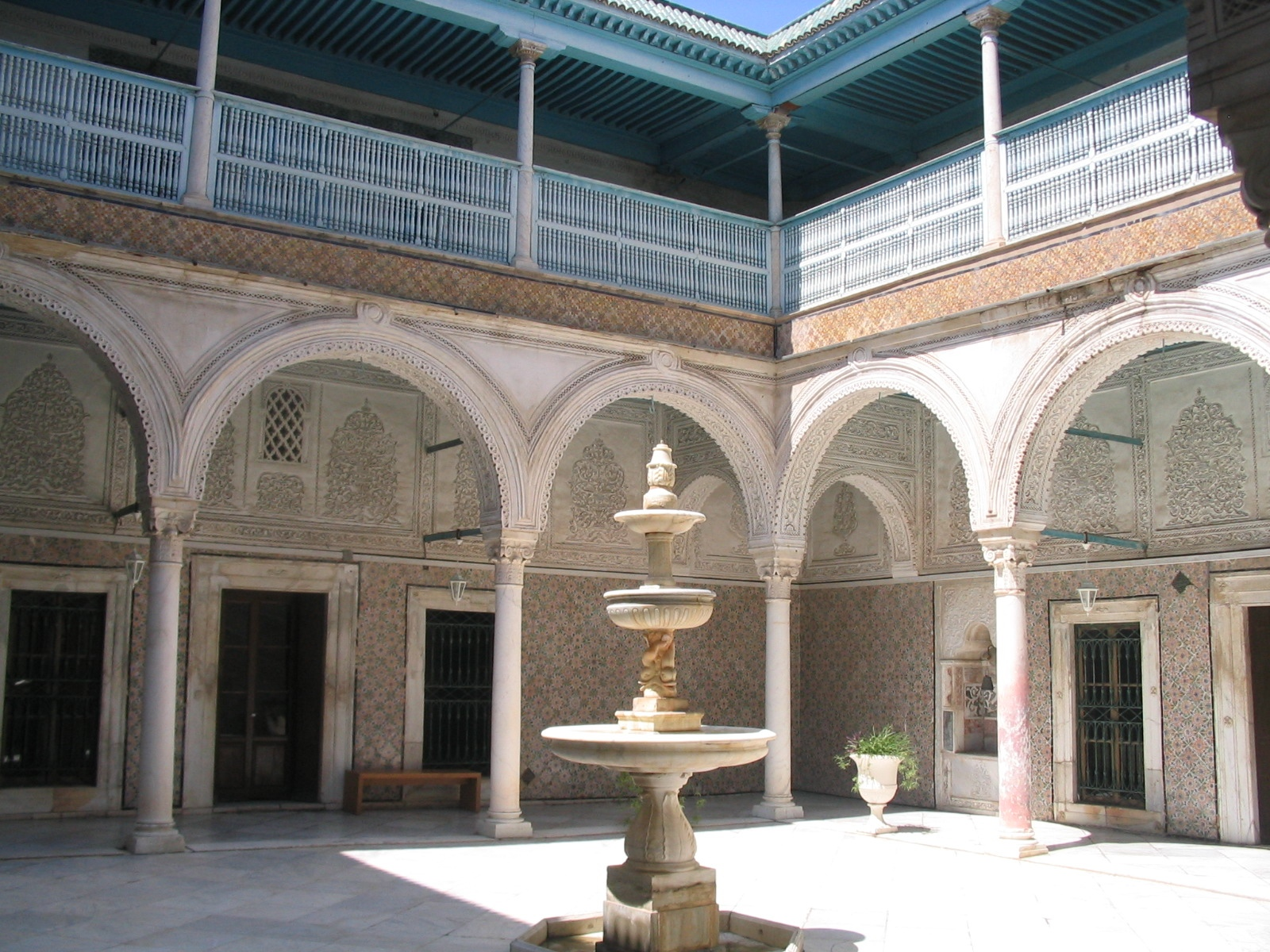
سالن دار بن عبدالله

دار بن عبدالله (عربی: دار بن عبدالله) یک کاخ و موزه تونسی واقع در قسمت جنوبی شهر باستانی تونس (پایتخت تونس) در نزدیکی روستای البی است. ساخت آن به اواخر قرن ۱۸ میلادی می‌رسد و به نام یکی از مالکان قدیمی آن نامگذاری شد. دار بن عبدالله یکی از چهار کاخ معروف شهر باستانی، در کنار دار الاصرم، دار باش حامبه و دار حسین به‌شمار می‌آید. کاخ شامل یک ساختمان اصلی، لوازم جانبی است و حاوی نقاشی‌هایی با ترکیبی از آثار تاریخی اندلس و ایتالیا است. اتاق‌های کاخ بیرون از حیاط داخلی است که با دروازه بزرگ به خیابان باز می‌شود.

## تاریخچه
این کاخ در طول قرن هجدهم توسط یک اشراف‌زاده به نام محمد البردای ال کسونتینی ساخته شد که بعدها آن را به سلیمان کاهیا، ژنرالی در ارتش تونس فروخت. اما نام فعلی خود را از آخرین مالک خود، تاجر ثروتمند ابریشم، محمد طاهر بن عبدالله، گرفته است. در سال ۱۹۶۴، دفتر هنرهای تونس این خانه را خریداری و آن را به موزه هنرها و سنت‌های مردمی تونس تبدیل کرد.

## موزه
از سال ۱۹۷۸، این بنا دارای یک موزه شد که نمونه‌هایی از صنایع سنتی و زندگی روزمره اشراف شهر تونس را در قرن نوزدهم و بیستم به نمایش می‌گذارد.
این موزه به دو بخش تقسیم شده است: یکی برای زندگی خانوادگی و سنت‌ها و دیگری برای زندگی عمومی شهر و نهادهای آن (سوق‌ها، مساجد، کافی‌شاپ‌ها).

## نگارخانه

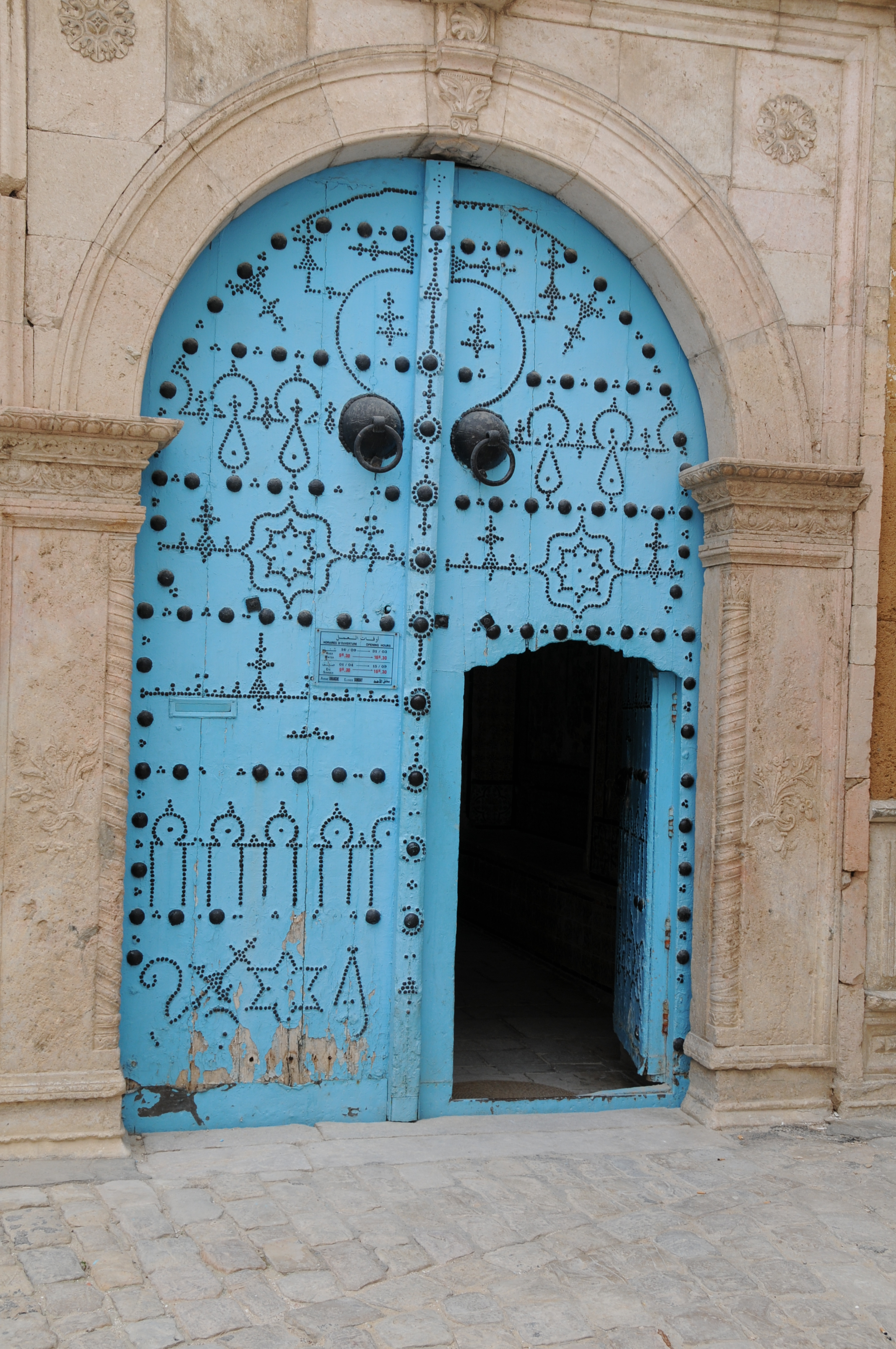
ورودی دار بن عبدالله
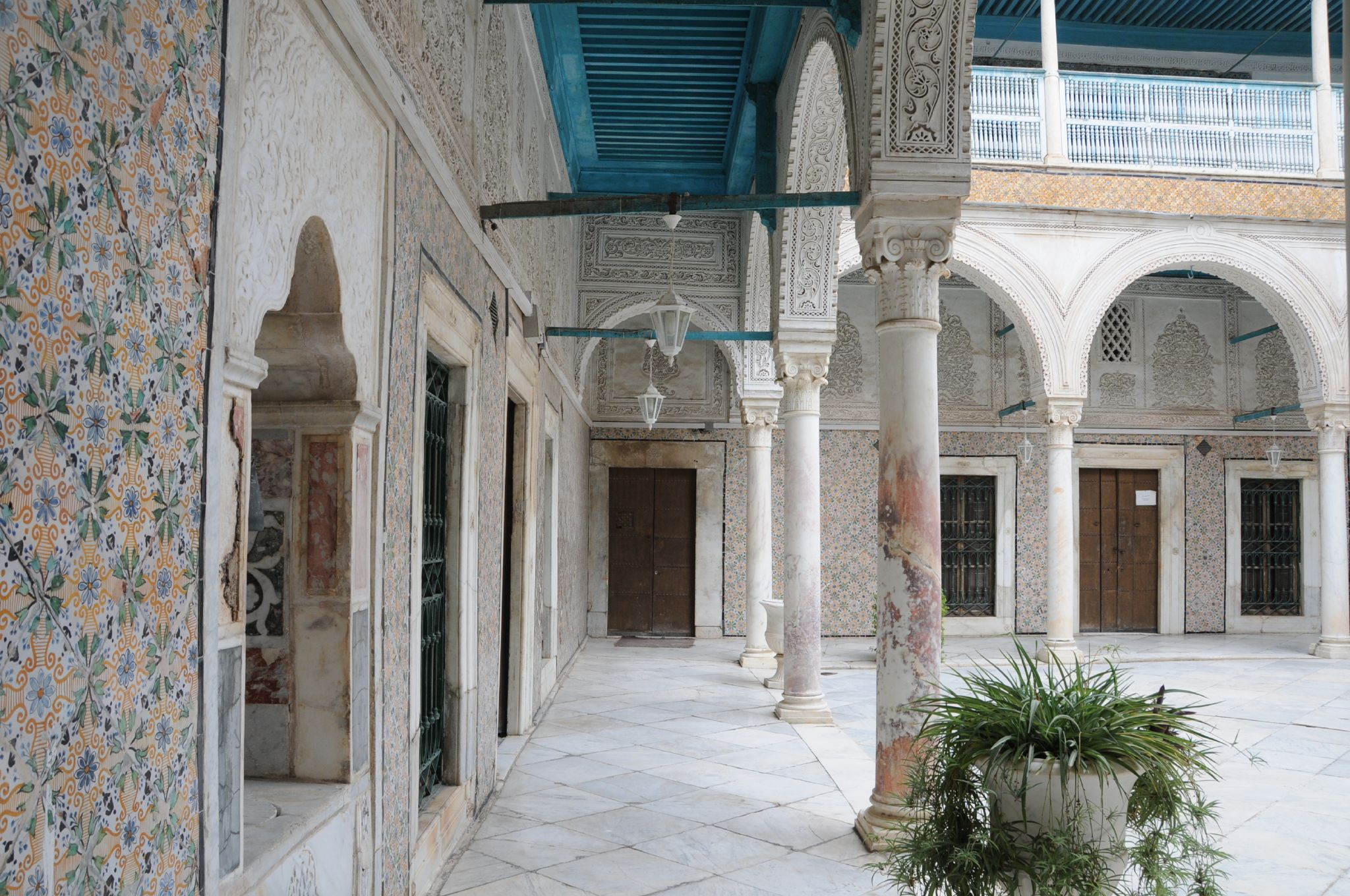
رواق سالن
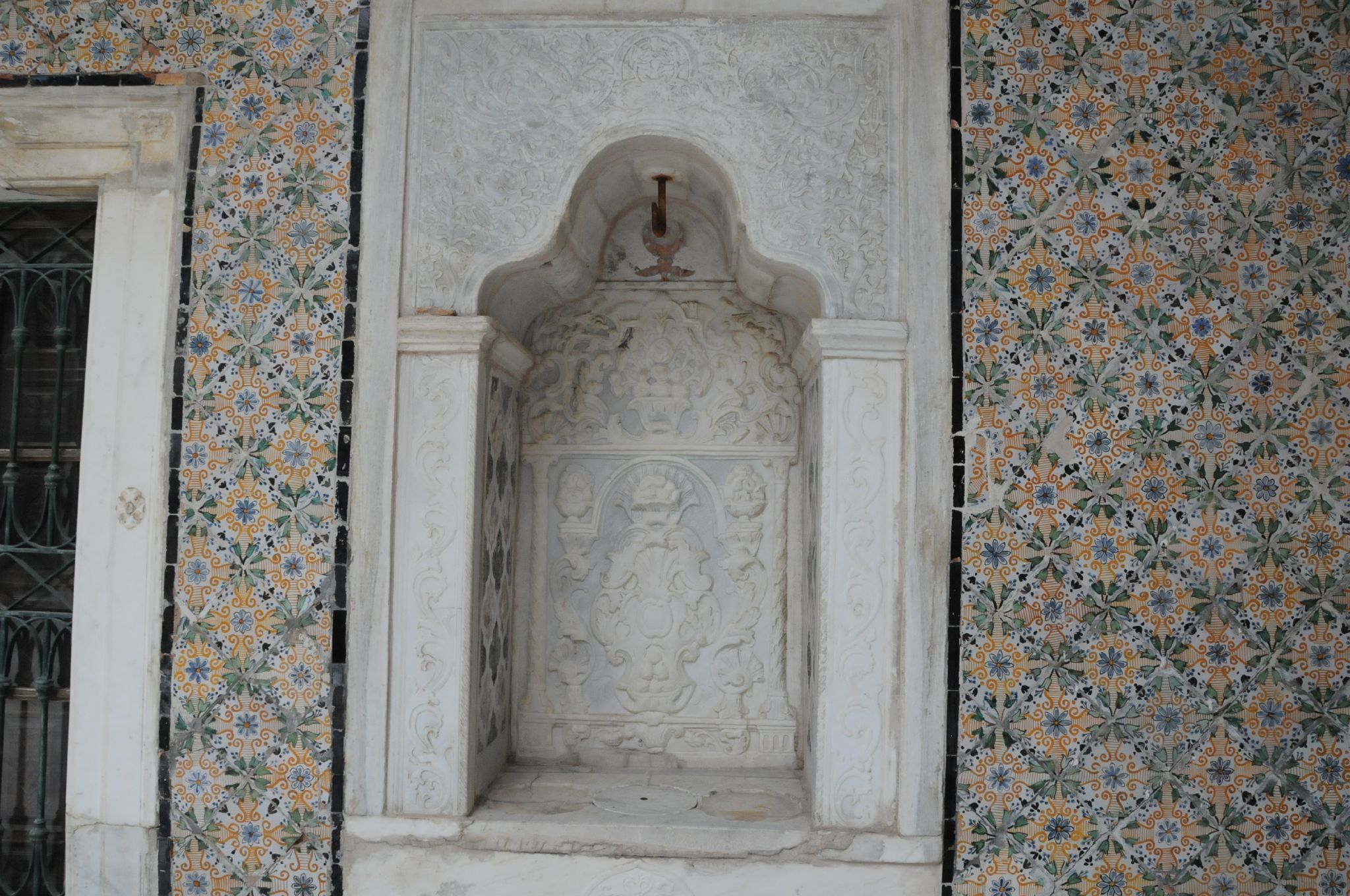
طاقچه سالن
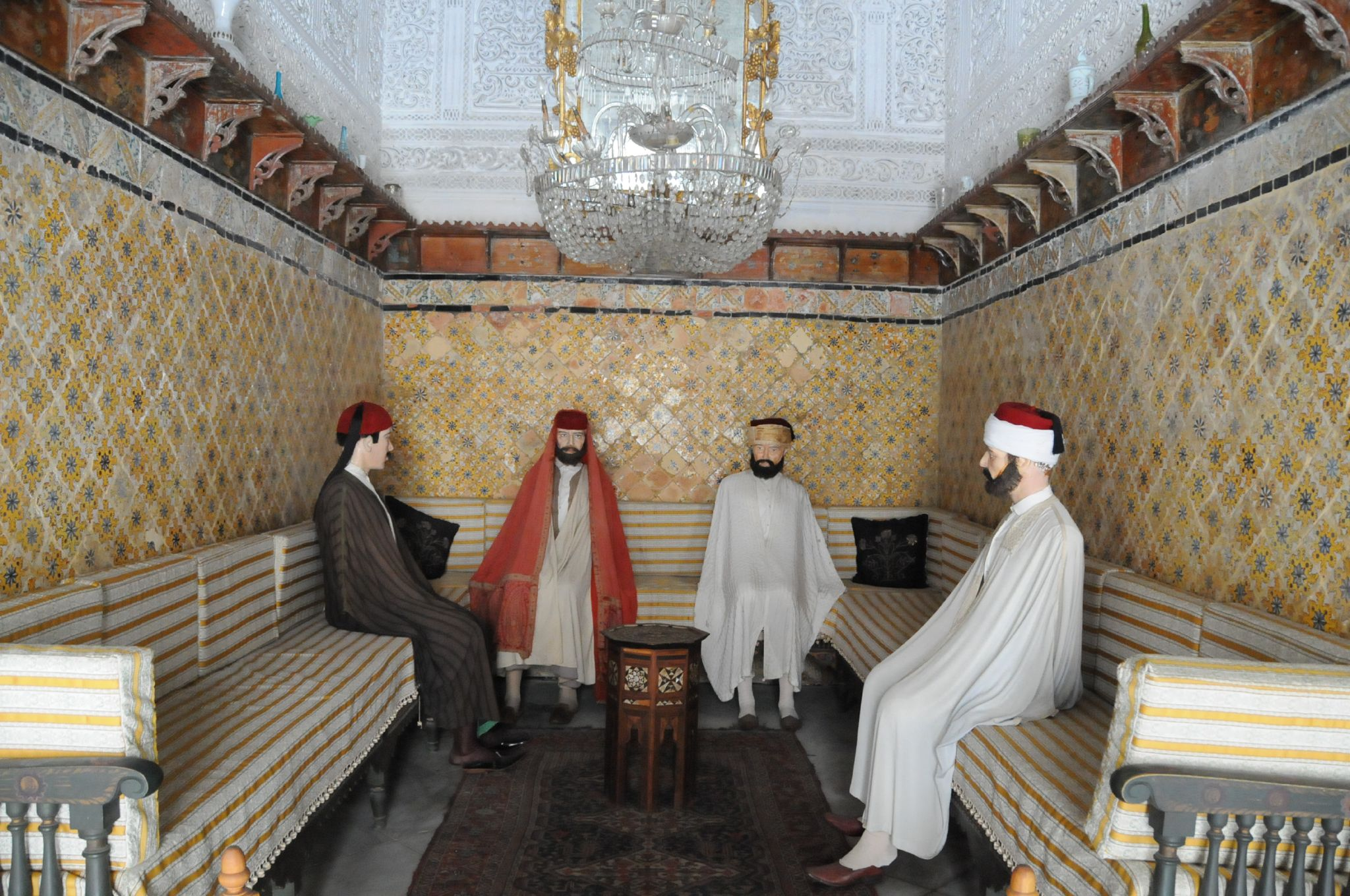
صحنه ای از زندگی روزمره
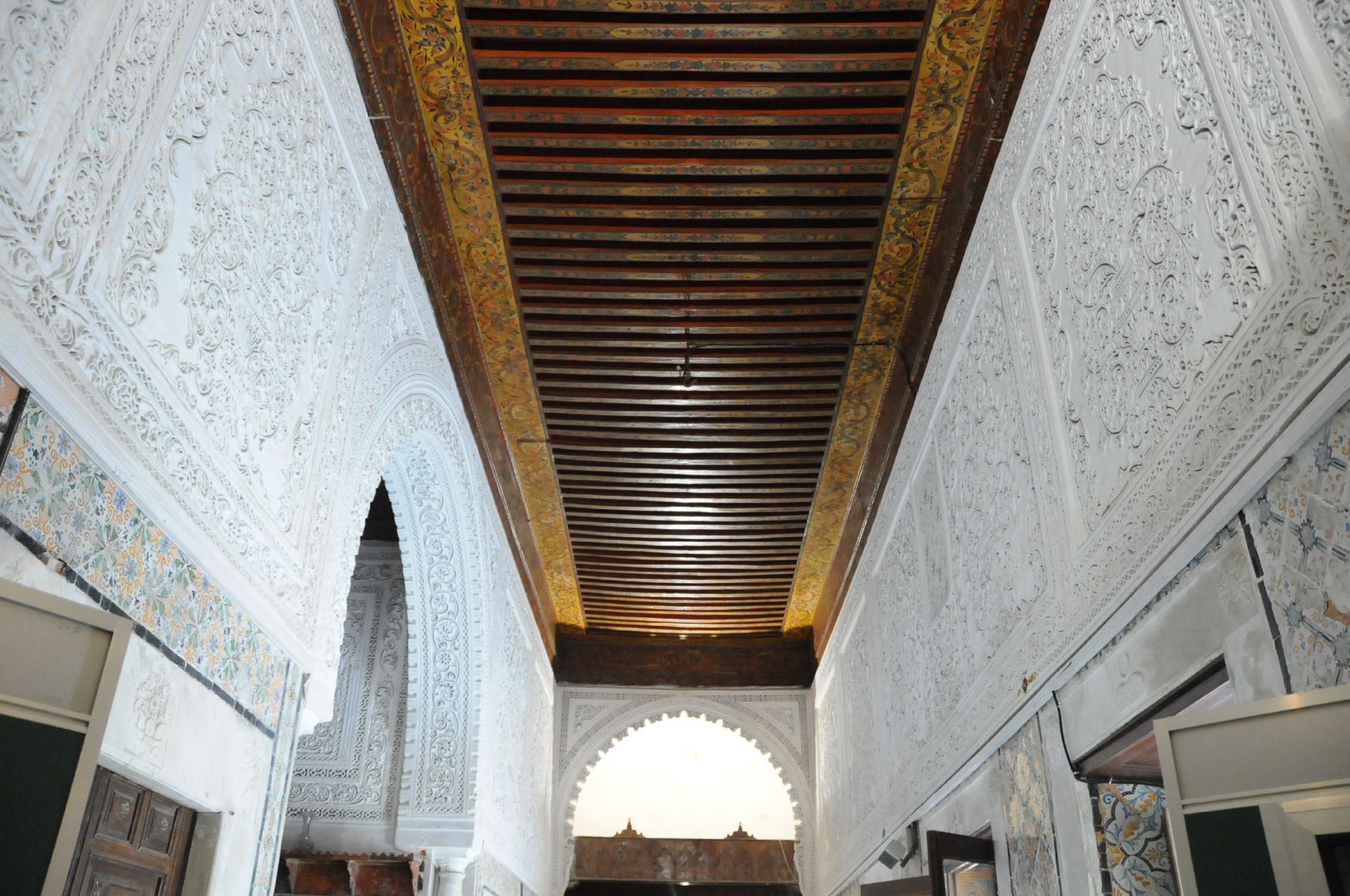
سقف داخلی موزه
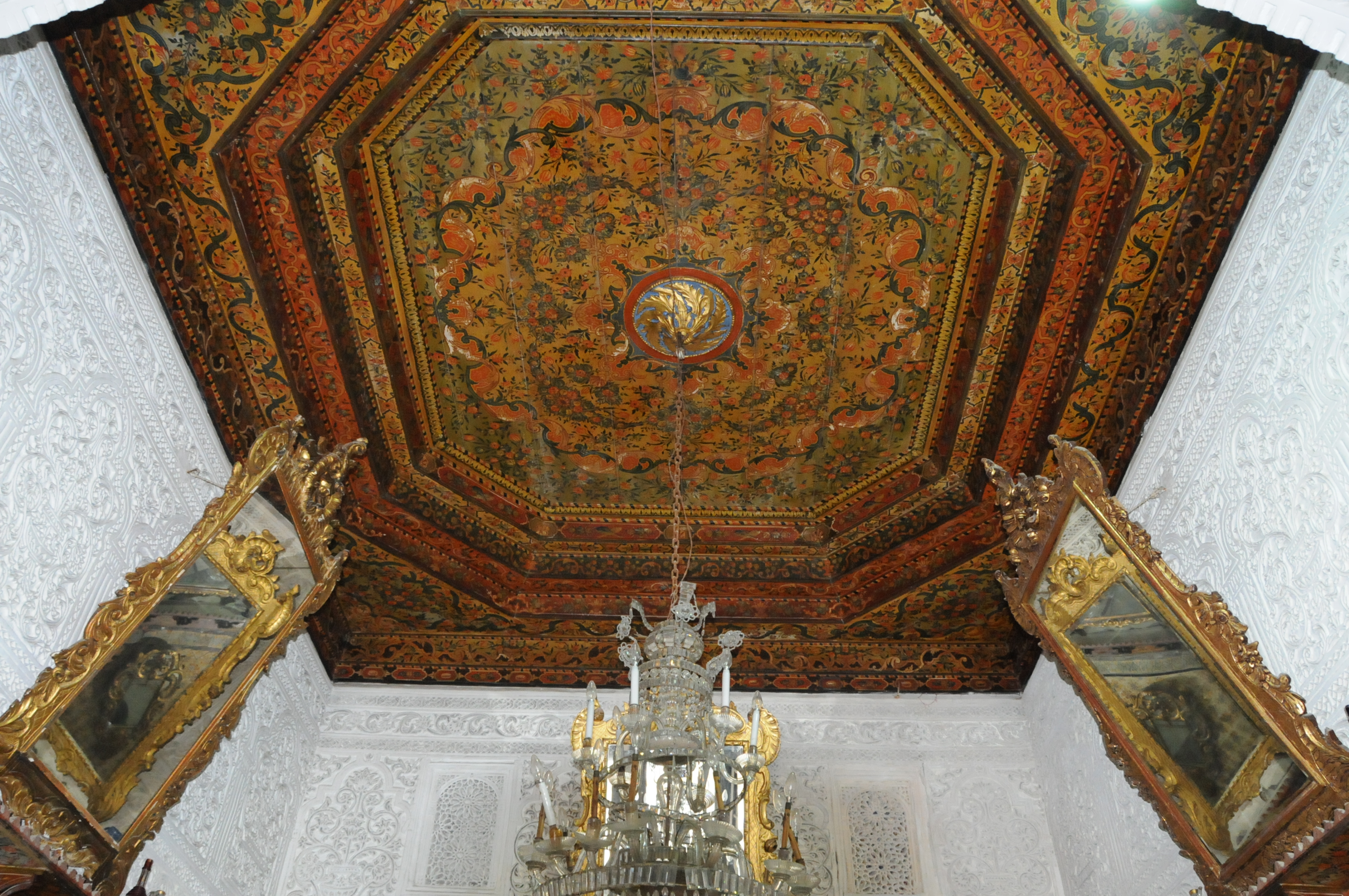
سقف داخلی موزه
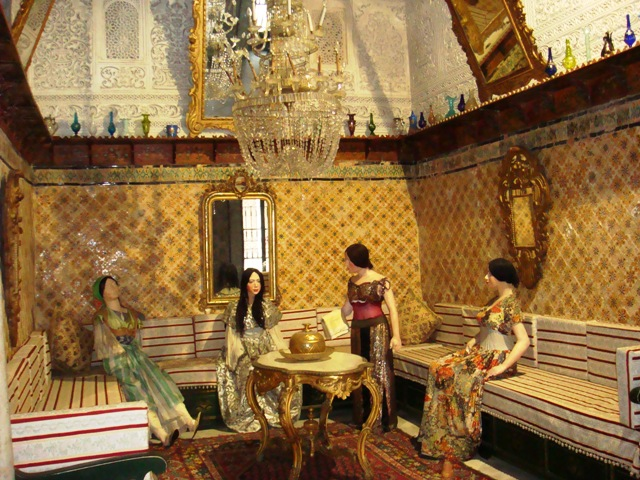
صحنه ای از زندگی روزمره
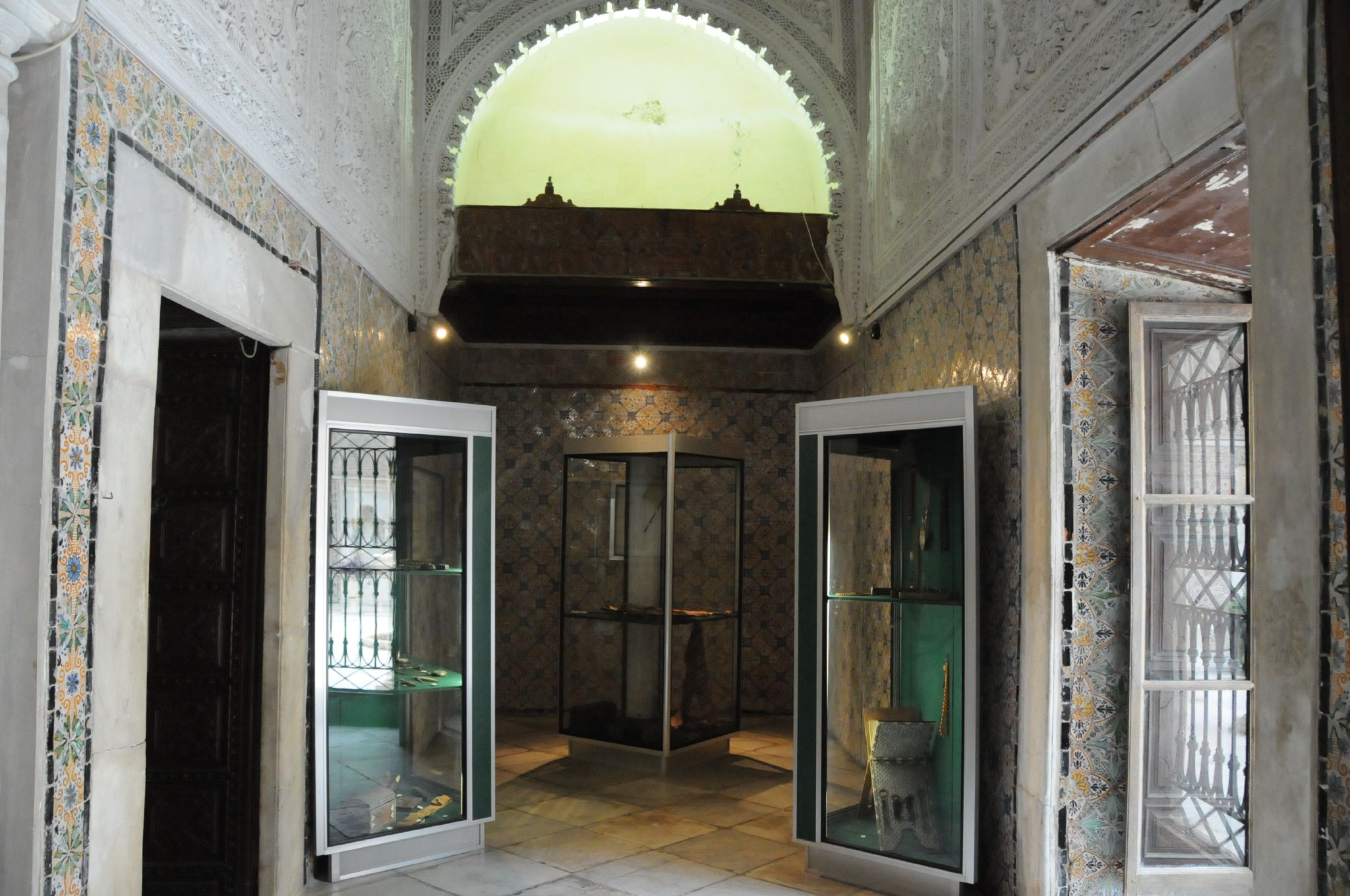
اتاق
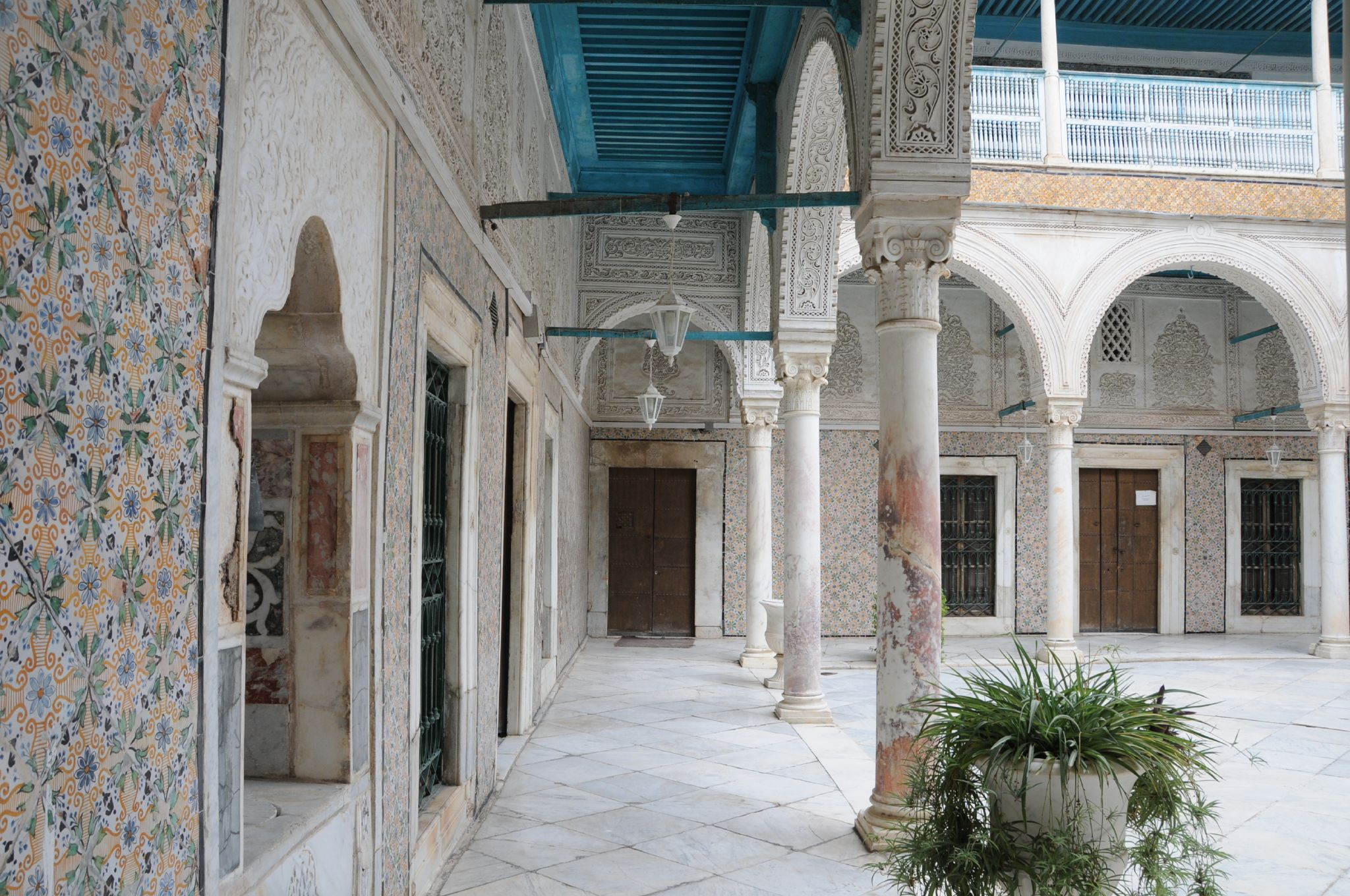
راهرو در سرسرای اصلی
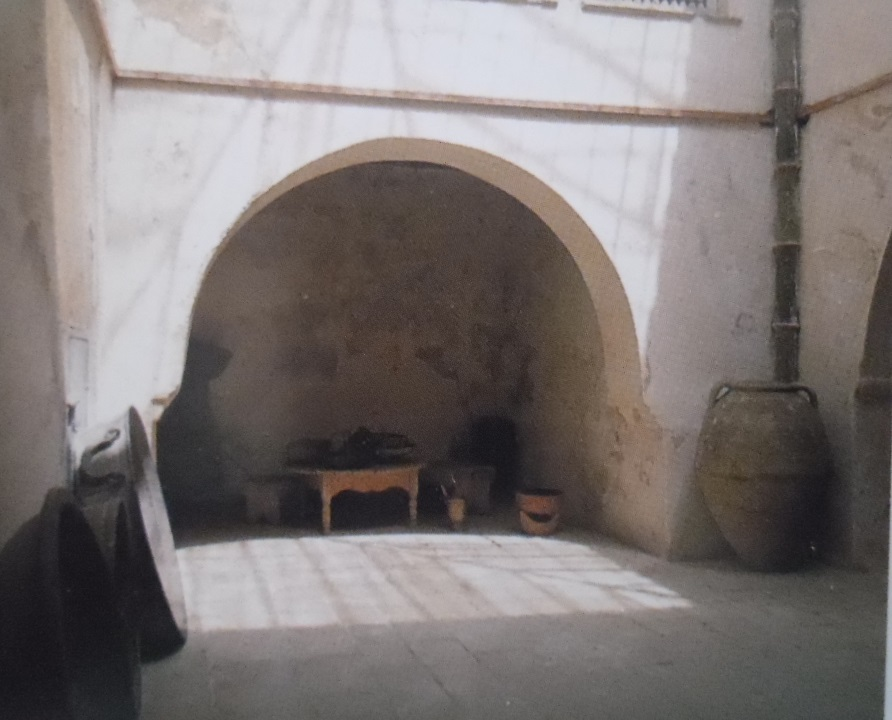
حیاط خدمتکاران
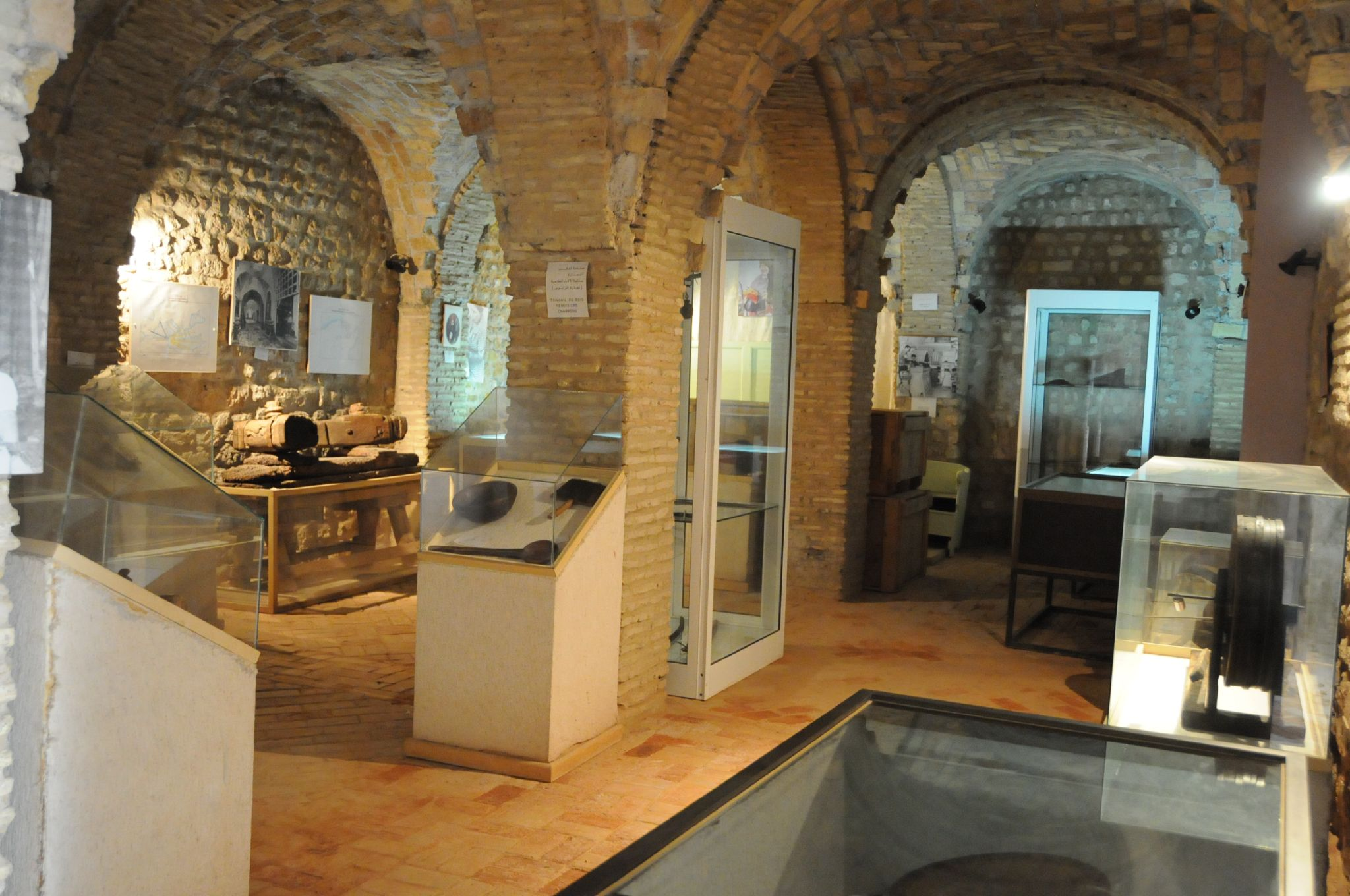
موزه
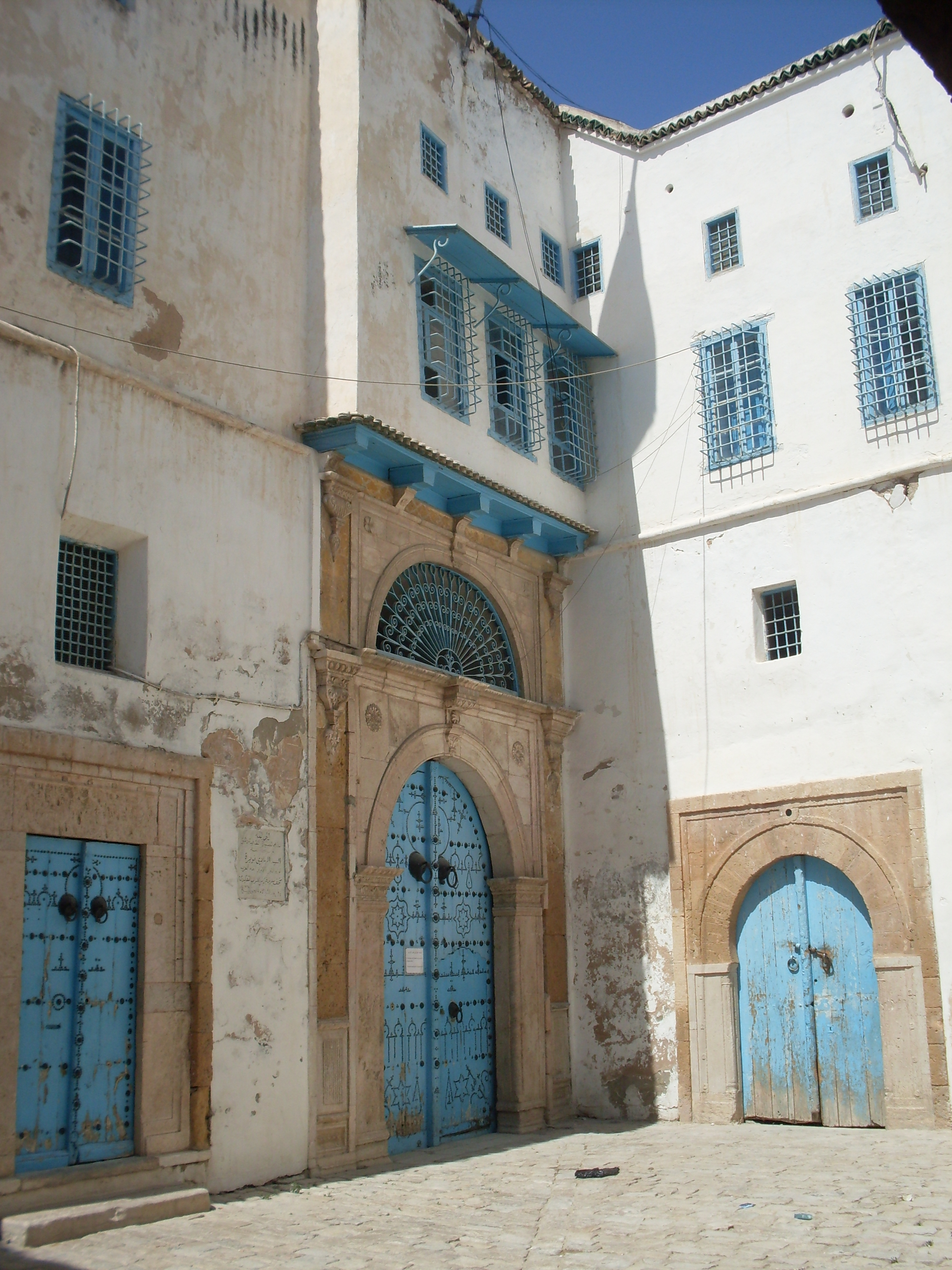
درب دار بن عبدالله
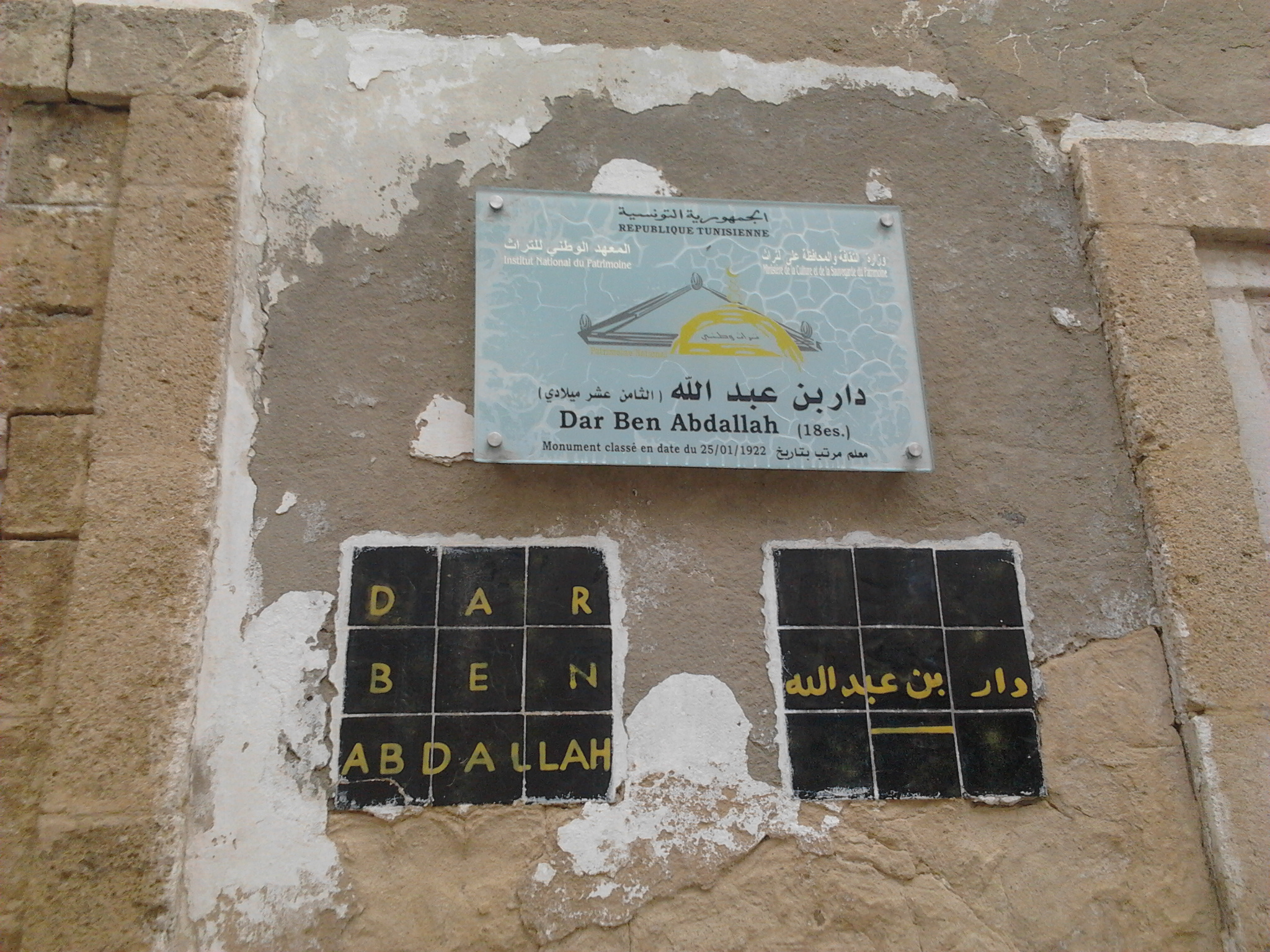
بنر دار بن عبدالله
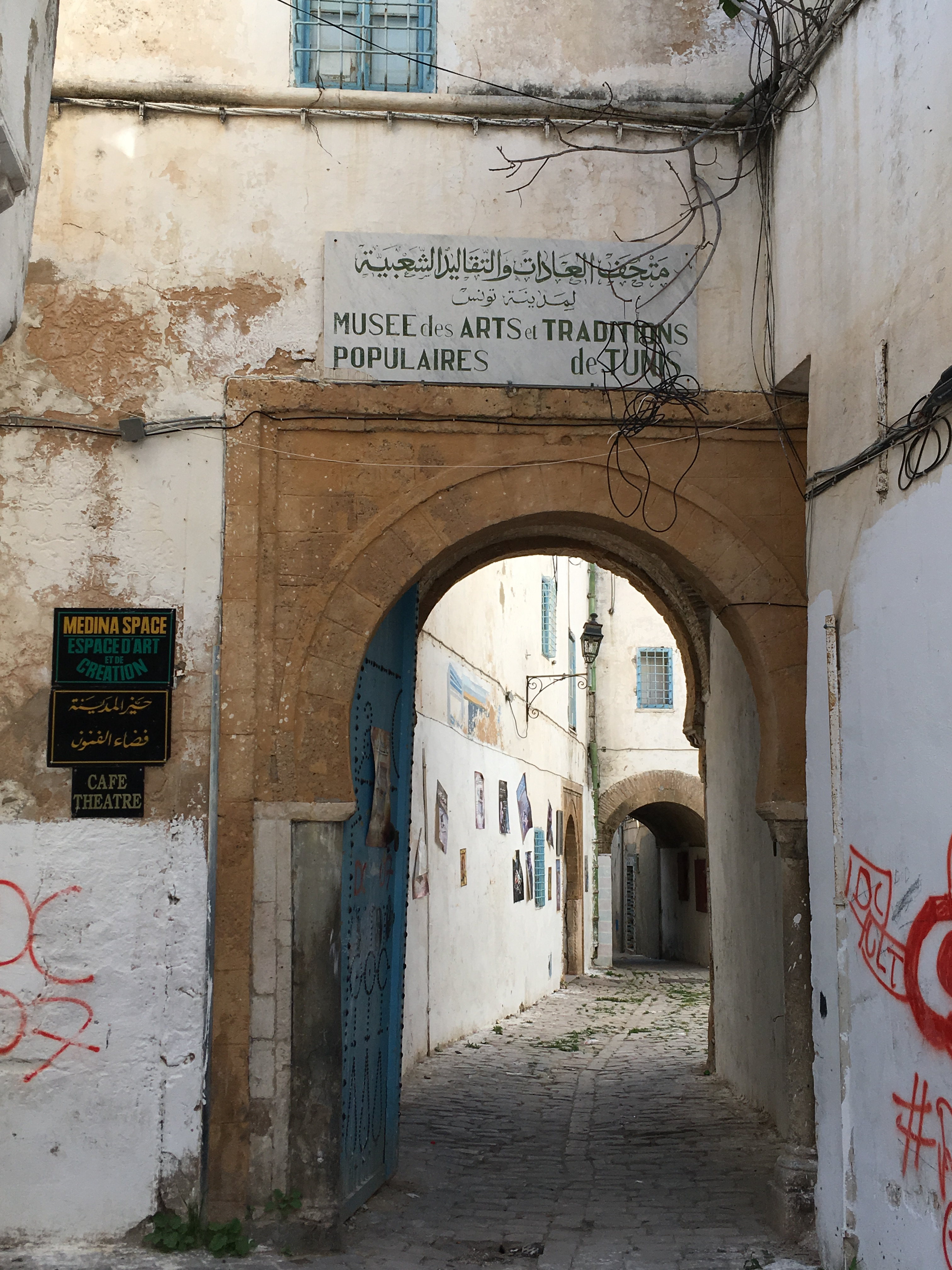
جاده دار بن عبدالله